# Lily Latté
 (septembre 2021).
Si vous disposez d'ouvrages ou d'articles de référence ou si vous connaissez des sites web de qualité traitant du thème abordé ici, merci de compléter l'article en donnant les références utiles à sa vérifiabilité et en les liant à la section « Notes et références ».
Pour les articles homonymes, voir Latte.
Lily Latté est une actrice de nationalité allemande, compagne puis épouse du réalisateur Fritz Lang. 

## Biographie
Lily Latté est née le 14 octobre 1901 à Berlin, en Allemagne, dans une famille juive. 

### La rencontre avec Fritz Lang
En 1931, Lilly rencontre Fritz Lang. Elle devient sa secrétaire, son assistante, puis son amie et le restera durant toute la vie du cinéaste. Bien que mariée à l’ingénieur allemand Hans Latté, elle entretient une liaison avec le cinéaste.
Actrice, elle joue un petit rôle (non crédité) dans le film Liliom sorti en 1934. 
Lilly Latté est une sympathisante marxiste et c’est probablement sous son influence que Lang quitte l’Allemagne[source secondaire nécessaire]. C’est également Lilly Latté qui permet à Lang de rencontrer Willi Münzenberg, le responsable communiste antifasciste, dans le but de participer et « de construire un front commun contre le régime hitlérien ». 
Lilly Latté, comme son mari alors parti en Espagne, demande à être déchue de sa nationalité allemande, ce qu’elle obtient. Hans Latté décède du typhus en 1935 mais Fritz Lang, qui aura d’autres liaisons, n’épouse Lilly Latté qu’en 1971.

### Héritière morale
Après la mort de son mari en 1976, elle dépose des documents (films en 16 mm de villages hopi, enregistrements d'un chant navajo) à l'université du Wyoming à Laramie. 
Elle veille à l'héritage moral de son mari, par exemple en réclamant les photos du tournage de Metropolis que Lang avait déposés en 1959 à la Cinémathèque française.
Elle décède le 24 novembre 1984 à Los Angeles, en Californie, aux États-Unis.